# Zdeněk Tůma
Zdeněk Tůma (urodzony 19 października 1960) czeski ekonomista, były prezes Czeskiego Banku Narodowego w okresie 1 grudnia 2000 do 30 czerwca 2010. Od 13 lutego 1999 pełnił funkcję Wiceprezesa CNB do 30 listopada 2000.

## Kariera
Zdeněk Tůma urodził się w 1960 roku w Czeskich Budziejowicach Po ukończeniu studiów na Wydziale Handlu Uniwersytetu Ekonomicznego w Pradze został adiunktem na tej samej uczelni. Następnie rozpoczął pracę naukową w Instytucie Prognoz Czechosłowackiej Akademii Nauk, a potem na Wydziale Nauk Społecznych Uniwersytetu Karola, gdzie był dyrektorem Katedry Makro-ekonomii. Od roku 1993 do 1995 był doradcą Ministra Przemysłu i Handlu. W latach 1996–1998 pracował w sektorze prywatnym, w tym przez pewien czas w Londynie jako dyrektor wykonawczy Europejskiego Banku Odbudowy i Rozwoju.
Tůma wrócił do Pragi w 1998 roku i dołączył do Czeskiego Banku Narodowego jako wiceprezes. Został mianowany prezesem Czeskiego Banku Narodowego 1 grudnia 2000 r., a 11 lutego 2005 r. został zatwierdzony przez prezesa Václava Klausa na kolejną sześcioletnią kadencję. Zrezygnował 30 czerwca 2010 r.
Był kandydatem partii TOP 09 na burmistrza Pragi w wyborach samorządowych w październiku 2010 roku. Choć partia TOP 09 zdobyła najwięcej głosów, nie była w stanie zawiązać koalicji z innymi partiami. Natomiast partie zajmujące drugie i trzecie miejsce (ODS i ČSSD) utworzyły koalicję, a Bohuslav Svoboda został wybrany na burmistrza przez Radę Miejską 30 listopada 2010 r.
Od 2011 Tůma powrócił do sektora prywatnego, pracując w usługach finansowych dla KPMG. Jest także przewodniczącym CERGE-EI (Fundacji), która wspiera edukację ekonomiczną w krajach przechodzących transformację i rozwijających się. Zasiada również w radzie doradców Global Panel Foundation, organizacji pozarządowej, która działa zakulisowo w obszarach kryzysowych na całym świecie. Wykłada również na Uniwersytecie Karola.
W 2016 roku Zdeněk otrzymał Nagrodę Obywatelską im. Hanno R. Ellenbogena za zaangażowanie w służbę publiczną.